# Mankha
Mankha – gaun wikas samiti w środkowej części Nepalu  w strefie Bagmati w dystrykcie Sindhupalchowk. Według nepalskiego spisu powszechnego z 2001 roku liczył on 1721 gospodarstw domowych i 8502 mieszkańców (4241 kobiet i 4261 mężczyzn).